# 李文茂
李 文茂（り ぶんも、Lǐ Wénmào、? - 1858年）は、清末の大成国の反乱の指導者の一人。
広東省肇慶府鶴山県禄洞出身。粤劇の俳優であった。洪秀全が金田村で蜂起した後、各地の情勢は騒然としていたが、1854年に太平天国軍の呼びかけに呼応して、仏山大帽山で天地会の指導者陳開と李文茂が蜂起し、陳開を元帥、李文茂を副帥とした。李文茂は文虎・猛虎・飛虎の三軍を編成して広州を攻めたが、守りが堅く半年しても攻め落とすことができなかった。陳開は梁培友の建議を採用し、軍船千隻を率いて珠江を北上して広西省潯州を攻撃した。陳開と李文茂らは1855年8月に入城し、大成国の成立を宣言し、洪徳と建元し、潯州を秀京と改称し、辮髪を切って服を改め、官制を整え、貨幣を鋳造した。陳開は平潯王を称し、諸王を分封した。1856年11月、平靖王李文茂は張高友と連合して柳州に攻め込んだ。当時、柳州の守備軍は3千しかなく、翌年3月に陥落した。李文茂は柳州を龍城府と改め、平靖王府を建て、丞相や将軍など職を定め、「平靖勝宝」という貨幣を鋳造した。李文茂は民を愛し、政治に励んで、勇戦したといわれるが、1858年に桂林の戦いで重傷を負い、死亡した。大成国は1861年に清軍によって滅ぼされた。